# 特敏娜·杜蘭尼
特敏娜·杜蘭尼 （1953年2月18日—），現任巴基斯坦总理夫人，总理夏巴茲·謝里夫的第二任妻子。
她來自於卡拉奇一個普什图人家庭。之前有过两次婚姻和五名子女，第二任丈夫古蘭·穆斯達法·卡爾曾經担任旁遮普省的省长和总督。1991年，她出版自传《My Feudal Lord》，书中指控第二任丈夫和其他封建地主虐侍。该书引起争论，杜兰尼的家人亦因此拒绝和她来往多达13年。